# LCS Extension Gunners
Maillots
Actualités
Le LCS Extension Gunners est un club botswanais de football basé à Lobatse.

## Historique
- 1962 : fondation du club

## Palmarès
- Championnat du Botswana (3) 
  - Champion : 1992, 1993, 1994
  - Vice-champion : 1995

- Coupe du Botswana (2)
  - Vainqueur : 1988, 1992
  - Finaliste : 1994, 1995, 2001

- Orange Kabelano Charity Cup (3)
  - Vainqueur : 1996, 1998, 2001